# Renato Josipović
Renato Josipović (Šibenik, 12 de junio de 2001) es un futbolista croata que juega en la demarcación de portero para el Pafos F. C. de la Primera División de Chipre.

## Trayectoria
Tras empezar a formarse con el HNK Šibenik, y desde los catorce años en la disciplina del GNK Dinamo Zagreb, en 2018 subió al segundo equipo, jugando en la Segunda Liga de Croacia un total de 22 partidos. En 2020 subió al primer equipo, haciendo su debut el 24 de julio de 2020 en un partido de la Primera Liga de Croacia contra el NK Varaždin, encuentro que finalizó con un resultado de 2-0 a favor del conjunto agramita.

## Clubes
| Club                 | País                 | Año       | Partidos | Goles |
| -------------------- | -------------------- | --------- | -------- | ----- |
| GNK Dinamo Zagreb II | Croacia              | 2018-2020 | 25       | 0     |
| GNK Dinamo Zagreb    | Croacia              | 2020-2021 | 2        | 0     |
| N. K. Bravo (cedido) | Eslovenia            | 2021-2022 | 18       | 0     |
| N. K. Široki Brijeg  | Bosnia y Herzegovina | 2022-2023 | 26       | 0     |
| Pafos F. C.          | Chipre               | 2023-     | 0        | 0     |

## Palmarés

### Títulos nacionales
| Título         | Club        | País   | Año  |
| -------------- | ----------- | ------ | ---- |
| Copa de Chipre | Pafos F. C. | Chipre | 2024 |